# Aegidienberský mimochodník
Aegidienberský mimochodník je plemeno koně. Nese jméno hřebčince v Aegidienbergu, kde nové plemeno vzniklo křížením islandského koně a peruánského pasa, dvou typických mimochodných plemen. Německá jezdecká federace uznala aegidienberského mimochodníka za samostatné plemeno teprve roku 1994, přičemž první byl zapsán do německé plemenné knihy devět let před tím.[zdroj?]

## Popis
Se svými 140–150 cm[zdroj?] výšky v kohoutku se aegidiensberský mimochodník pohybuje přesně na hranici mezi poníkem a jezdeckým koněm. Je to ideální kůň do rodiny a pro volný čas.[zdroj?] Toto dosud mladé plemeno ovládá pět chodů, z nichž oceňovaný[kým?] je především mimochod.

## Povaha
Měl by být přátelský k lidem, inteligentní, ochotný pracovat a nemá mít velké nároky na ustájení.

## Stavba těla
Stavba těla by měla být harmonická, ne bez jisté míry elegance. Kromě tří klasických kroků: kroku, klusu a cvalu, ovládá také paso a především mimochod, což je pro jezdce velmi pohodlný krok.